# Segunda República española en el exilio
Segunda República española en el exilio es el nombre dado a las instituciones republicanas en el exterior que seguían representando al Estado español emanado de la Constitución de 1931 después de la victoria del bando sublevado en la guerra civil española. Estas instituciones mantuvieron la continuidad de la representación republicana de España entre el sábado 1 de abril de 1939 y el martes 21 de junio de 1977, aunque carecieron de legitimación democrática, al no ser posible convocar elecciones, y no fueron reconocidas por la comunidad internacional.
Así lo manifestaba Manuel Azaña:

El reconocimiento de un Gobierno legal en Burgos por parte de las potencias, singularmente Francia e Inglaterra, me priva de la representación jurídica internacional para hacer oír de los Gobiernos extranjeros, con la autoridad oficial de mi cargo, lo que no es solamente dictado mi conciencia de español, sino el anhelo profundo de la inmensa mayoría de nuestro pueblo. Desaparecido el apartado político del Estado, Parlamento, representaciones superiores de los partidos, etc., carezco, dentro y fuera de España, de los órganos de Consejo y de acción indispensables para la función presidencial de encauzar la actividad de gobierno en la forma que las circunstancias exigen con imperio. En condiciones tales, me es imposible conservar ni siguiera nominalmente mi cargo al que no renuncié el mismo día que salí de España porque esperaba ver aprovechado este lapso de tiempo en bien de la paz.

La sede de este gobierno en el exilio se ubicó primero en la Ciudad de México apenas concluida la guerra civil, y se trasladó luego, el 8 de febrero de 1946, a la capital francesa, París. El 21 de junio de 1977, con motivo de la proclamación de los resultados de las elecciones generales celebradas en España el 15 de junio anterior, anunciaba su disolución.

## Antecedentes

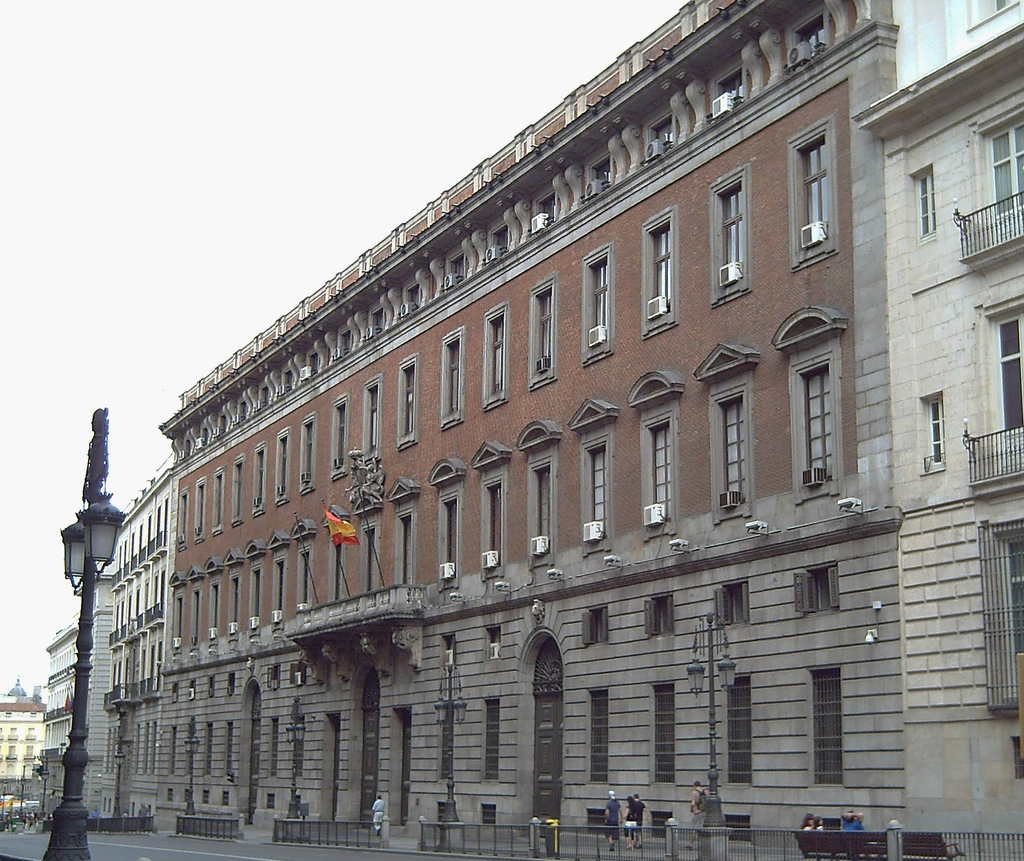
Ministerio de Hacienda en Madrid, en cuyos sótanos instaló el coronel Segismundo Casado el cuartel general del Consejo Nacional de Defensa que derribó al Gobierno de Juan Negrín.

En la zona leal a la República se inició el 5 de marzo de 1939 un  golpe de Estado encabezado por el coronel Segismundo Casado, jefe del Ejército del Centro, y apoyado por todas las fuerzas políticas que abogaban por poner fin a la guerra civil ya que la consideraban completamente perdida, y entre las que se encontraban los socialistas «antinegrinistas», encabezados en Madrid por Julián Besteiro, los anarquistas y los republicanos de izquierda.
El golpe «casadista» derribó al gobierno republicano del socialista Juan Negrín que defendía continuar resistiendo a pesar de que, tras la caída de Cataluña a principios de febrero de 1939, la situación de la República era desesperada. El golpe triunfó tras desencadenarse en Madrid una guerra civil dentro de la guerra civil entre las fuerzas «casadistas» y los comunistas que eran los únicos que apoyaban ya —junto con un pequeño sector del PSOE— la política de resistencia de Negrín. Se formó entonces un Consejo Nacional de Defensa que inició las conversaciones con el bando sublevado pero el Generalísimo Franco, como ya había reiterado en numerosas ocasiones, sólo aceptó la rendición incondicional del Ejército Popular Republicano. Así las tropas franquistas ocuparon Madrid, Valencia y toda la zona Centro-Sur, el último territorio español bajo la autoridad de la Segunda República española, sin encontrar apenas resistencia. Fue el final de casi tres años de guerra.

## Reconstrucción de las instituciones republicanas en el exilio (1939-1943)

### La dimisión de Manuel Azaña y la renuncia de Martínez Barrio

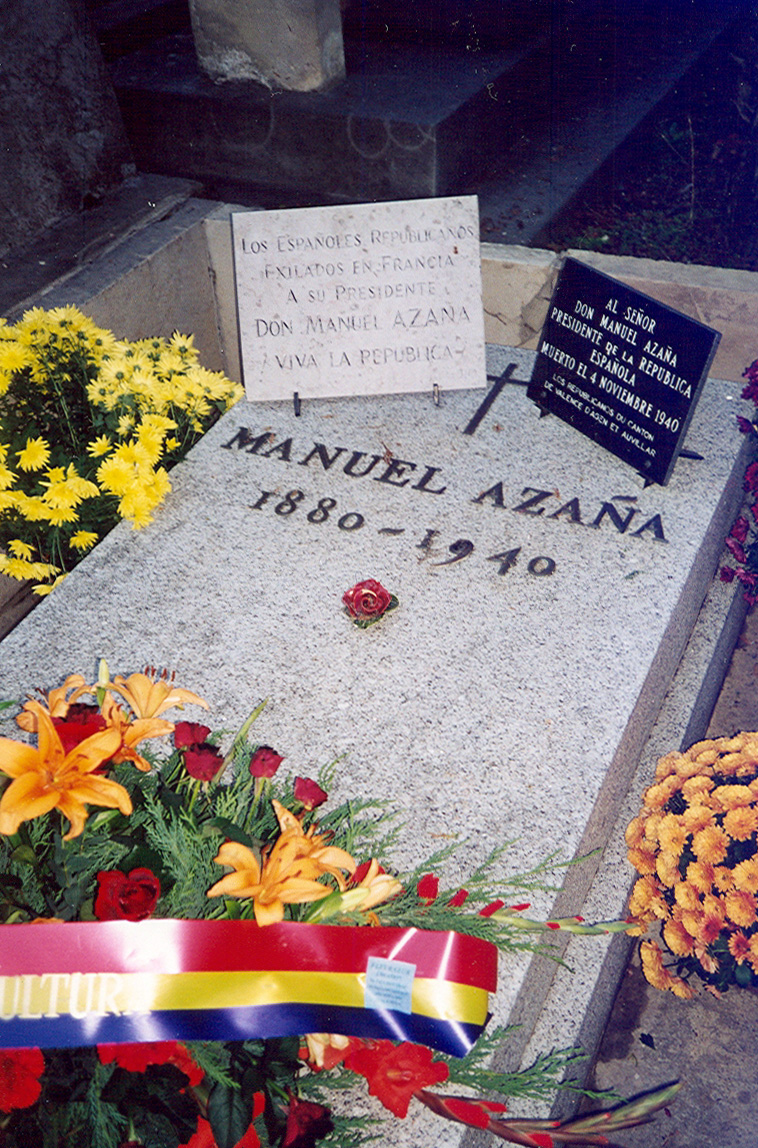
Tumba de Manuel Azaña en el cementerio urbano de Montauban, Francia. Falleció en el exilio el 3 de noviembre de 1940.

El lunes 27 de febrero de 1939, un mes antes de que acabara la guerra, Francia y Reino Unido reconocieron de iure al gobierno de Franco como el gobierno legítimo de España, tras obtener unas vagas e imprecisas garantías de que no se ejecutaría a los «españoles no delincuentes», a pesar de que dos semanas antes se había promulgado la Ley de Responsabilidades Políticas que retrotraía las responsabilidades de los republicanos a antes del inicio de la guerra, concretamente al 1 de octubre de 1934. Al día siguiente, martes 28 de febrero, se hacía oficial la renuncia a la Presidencia de la República de Manuel Azaña y se abría el proceso de su sustitución provisional por el presidente de las Cortes, Diego Martínez Barrio —ambos se encontraban en Francia—, tal como establecía el artículo 74 de la Constitución republicana de 1931 («...el presidente del Parlamento asumirá las funciones de la presidencia de la República, si ésta quedara vacante; en tal caso será convocada la elección de nuevo Presidente en el plazo improrrogable de ocho días, conforme a lo establecido en el artículo 68 [«El presidente de la República será elegido conjuntamente por las Cortes y un número de compromisarios igual al de diputados... elegidos por sufragio universal, igual, directo y secreto...»], y se celebrará dentro de los treinta días siguientes a la convocatoria»).
El 3 de marzo se reunía en París la Diputación Permanente de las Cortes republicanas para confirmar a Martínez Barrio como presidente interino de la República, aunque según lo acordado por la misma este sólo detentaría el cargo con el objetivo de liquidar, con el menor daño y sacrificio posibles, la situación de los españoles. Antes de aceptar, Martínez Barrio envió un radiograma a Negrín ese mismo día pidiéndole la conformidad del gobierno con la política establecida por la Diputación Permanente y así regresar a España, acompañado del general Vicente Rojo Lluch que se había ofrecido a hacerlo.
El gobierno de Negrín aceptó «siempre que no existieran persecuciones ni represalias» por parte de los vencedores, pero el radiograma nunca llegó a su destino, interceptado probablemente por el coronel Casado —las comunicaciones de la Posición Yuste pasaban por los servicios en Madrid, controlados por Casado—, consciente de la importancia y significación del mensaje que ponía en peligro sus planes. Así que, al no recibirse el mensaje del gobierno, Martínez Barrio ni asumió el cargo ni regresó a España junto con el general Rojo, y la presidencia de la República continuó vacante. Según la diputada comunista Dolores Ibárruri, Martínez Barrio puso como condición para aceptar el cargo que el gobierno de Negrín modificara su política para la consecución inmediata de una «paz honorable de todos los españoles».

### «Prietistas» contra «negrinistas»: la «extinción» del gobierno Negrín y el «tesoro del Vita»

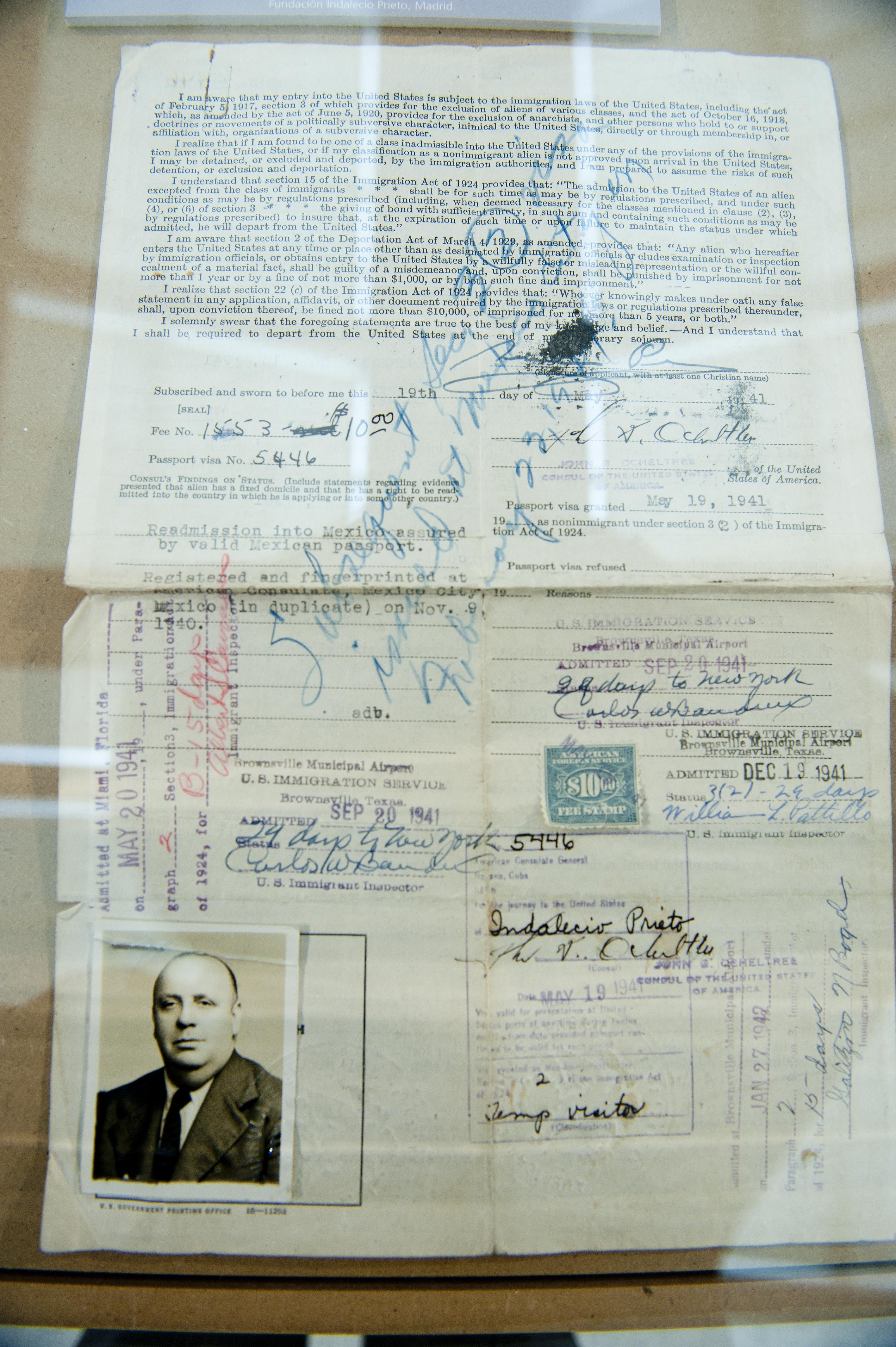
Visado de entrada en los Estados Unidos expedido a Indalecio Prieto (1941)

El 27 de julio se reunió de nuevo la Diputación Permanente de las Cortes republicanas en París y, a propuesta del socialista Indalecio Prieto —que aglutinaba a todos los sectores «antinegrinistas»—, aprobó una resolución, de discutible constitucionalidad, según la cual consideraba al gobierno de Negrín como «inexistente», es decir, como disuelto. La resolución aprobada contenía una frase «un tanto misteriosa» que parecía dejar la puerta abierta a una negociación con las democracias occidentales y con Franco: «Completamos nuestro pensamiento, declarando que si hubiera posibilidad legal y realidad práctica de gobierno, no sería, a nuestro juicio, conveniente su existencia como tal por razones obvias de tipo nacional e internacional». Además, se otorgaba a sí misma el control de los recursos financieros de la República —las cuentas bancarias abiertas en bancos extranjeros y el «tesoro del Vita» que había sido llevado a México—.
Para administrarlos, se creó la Junta de Auxilio a los Republicanos Españoles (JARE), controlada de facto por Indalecio Prieto. De hecho, la JARE compitió en la ayuda a los refugiados republicanos con el Servicio de Evacuación de Refugiados Españoles (SERE), creado por Negrín nada más acabar la guerra civil, y constituía por tanto «otro intento de desalojar a Negrín de sus últimas posiciones de poder». La creación de la JARE se justificó oficialmente con el argumento de que el SERE estaba dando preferencia a los dirigentes y militantes comunistas y a los «negrinistas» en sus ayudas para facilitar el viaje a América de los refugiados que vivían en Francia.
El control de la JARE y de sus recursos financieros provenientes del «tesoro del Vita», le proporcionó a Indalecio Prieto un poderoso instrumento para imponerse a los «negrinistas» en el seno del PSOE y de la UGT y en el conjunto del exilio republicano cuyo epicentro real estaba en México. El primer paso lo dio en mayo de 1940 cuando el comité nacional de la UGT encabezado por el «prietista» Belarmino Tomás decidió disolver la comisión ejecutiva de mayoría «negrinista» y sustituirla por otra presidida por el propio Belarmino Tomás. El paso siguiente fue excluir a Juan Negrín, exiliado en Londres, y a los «negrinistas» Ramón González Peña y Ramón Lamoneda de la comisión ejecutiva del PSOE.
Desalojados los «negrinistas» de las dos ejecutivas socialistas, Prieto se centró en conseguir apoyos para su propuesta de que la única forma de derrocar a Franco era mediante una alianza entre el exilio republicano y los monárquicos apoyada por los potencias democráticas, singularmente Gran Bretaña. Un acuerdo que sólo se podría alcanzar adoptando una política moderada que obligaría a los republicanos a aceptar inicialmente la restauración de la monarquía o cuando menos a renunciar al restablecimiento de la República sin modificación alguna y que pasaría por la celebración de un referéndum para que el pueblo español decidiera la forma de gobierno. Posiblemente la primera vez que Prieto formuló esta propuesta fue en un mitin celebrado en La Habana el 11 de julio de 1942, pero inicialmente no consiguió el apoyo ni siquiera de sus propios partidarios socialistas. La ejecutiva «prietista» de la UGT manifestó su compromiso con la Constitución republicana de 1931, y la ejecutiva del PSOE, también «prietista», declaró unos meses más tarde que «sólo bajo la condición expresa de volver a instaurar la República y los principios que ésta estableció, se avendría el partido a deliberar con otras representaciones de colectividades exiliadas constituidas».

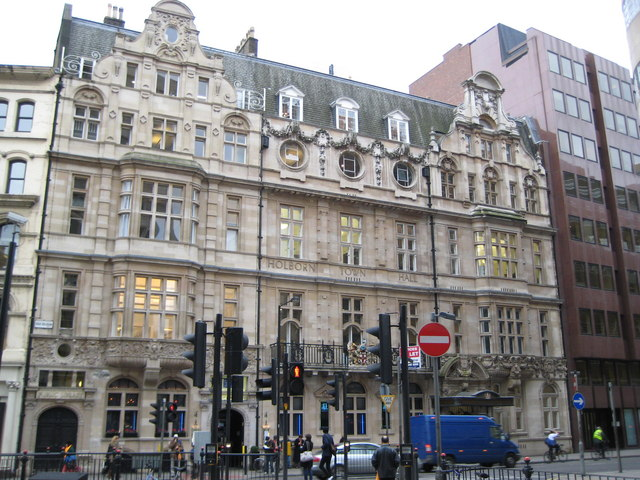
Holborn Town Hall, donde Juan Negrín pronunció su histórico discurso del 18 de julio de 1942, en el que reafirmó que seguía siendo el presidente del gobierno de la Segunda República española en el exilio.

Por su parte, el socialista Juan Negrín estaba exiliado en Gran Bretaña desde junio de 1940, donde el gobierno le prohibió realizar actividades políticas, por lo que permaneció aislado del núcleo del exilio republicano español, que se encontraba en México (véase exilio republicano español en México). Negrín se siguió considerando como el legítimo presidente del gobierno de la Segunda República española, tal como lo expresó en un discurso del 18 de julio de 1942 en el Holborn Hall de Londres. En el mismo, también hizo un llamamiento a la unidad de la oposición antifranquista, abandonando los «trapilleos de baja estofa política y viles navajeos personales», para alcanzar «un régimen de tolerancia y confraternización» basado en «la reconciliación de todos, absolutamente todos, los españoles», que sería «el mejor tributo a todos los que han sufrido y han muerto. ¡A todos! ¡A unos y otros! ¡Todos son nuestros hermanos!». Sin embargo, según Enrique Moradiellos, «el llamamiento de Negrín no tuvo eco decisivo más allá de los círculos del exilio cercanos a su figura y línea política durante la propia guerra civil».

### Martínez Barrio y la Acción Republicana Española (ARE)

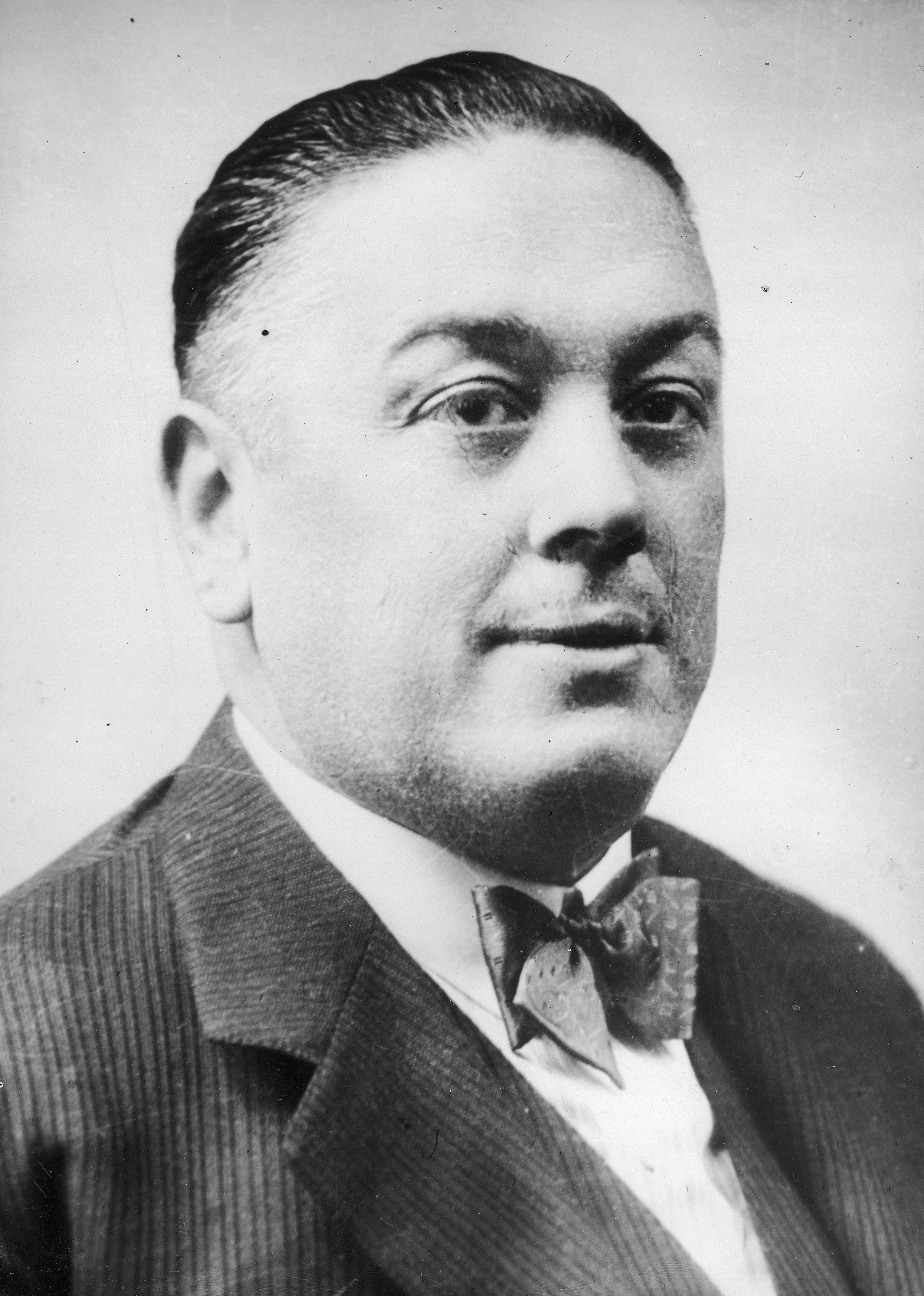
Diego Martínez Barrio, presidente de las Cortes republicanas en el exilio y fundador de Acción Republicana Española.

El 14 de abril de 1940, noveno aniversario de la proclamación de la Segunda República española, Diego Martínez Barrio hizo público un manifiesto, titulado «A todos los españoles», en el que constataba que el Frente Popular, creado a finales de 1935 y del que su partido Unión Republicana había formado parte, ya no existía, por lo que proponía que se restableciera la legalidad emanada de la Constitución de 1931, pero que a continuación se consultara al país sobre la forma de gobierno, para alcanzar así la «reconciliación nacional» —un término que será utilizado en los años 1950 por el Partido Comunista de España (PCE)— que permita «librar a España del yugo extranjero» —en referencia a la supuesta dominación italiana y alemana en la España de Franco—.
Exactamente un año más tarde apareció un nuevo manifiesto con el mismo título, pero que iba firmado por Martínez Barrio como presidente de Acción Republicana Española, una nueva organización que había conseguido aglutinar a la inmensa mayoría de los políticos más destacados de los tres partidos republicanos  —Unión Republicana, Izquierda Republicana y Partido Republicano Federal— del exilio en América —y unos meses más tarde también de Gran Bretaña, donde la ARE estableció una delegación— y a prominentes militares del Ejército Popular de la República. Este manifiesto difería del primero en que ya no se contemplaba la celebración de un referéndum para determinar la forma de gobierno, sino que insistía en la legitimidad de la Segunda República española, aunque adoptando un tono muy moderado. Acababa haciendo un llamamiento a las democracias occidentales para que ayudaran a derribar a Franco, porque «sin una España libre no será posible una Europa libre».
Así pues, el punto fundamental en que divergían la propuesta de la ARE y la de Indalecio Prieto era que la primera propugnaba la reconstrucción de un gobierno republicano que se presentara a los aliados como alternativa a Franco, mientras que el segundo defendía la celebración de un referéndum sobre la forma de gobierno para atraerse el apoyo de los monárquicos.

### El nacimiento del Movimiento Libertario

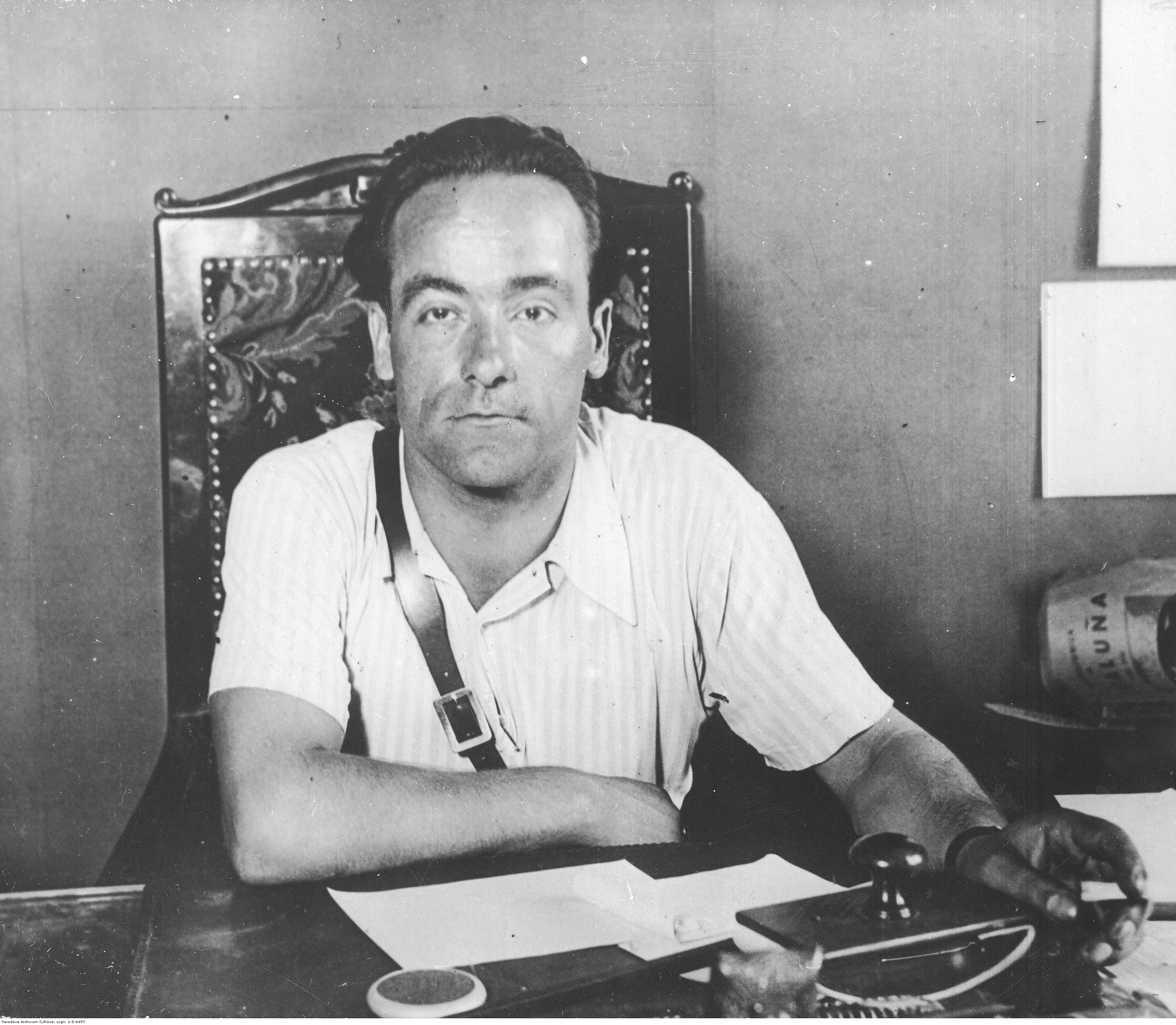
Juan García Oliver, líder del sector "colaboracionista" del Movimiento Libertario, cuando fue ministro de Justicia del gobierno de Largo Caballero durante la guerra civil española.

El 26 de febrero de 1939, un mes antes de que acabara la guerra civil, la CNT, junto con la FAI y la FIJL, constituyó en Francia el Movimiento Libertario (ML), por lo que a partir de entonces las tres organizaciones anarquistas actuaron conjuntamente, en particular en cuanto a la asistencia a los miles de refugiados anarcosindicalistas. Sin embargo, los anarquistas que seguían combatiendo en la zona Centro-Levante denunciaron que en el consejo del ML nacional sólo estaban representados los anarquistas catalanes y aragoneses, y que estaba dominado por los que se oponían a los «colaboracionistas»  —los partidarios de seguir participando en las instituciones republicanas —, paradójicamente encabezados por anarquistas que habían detentado cargos en el Estado o en la Generalidad de Cataluña, como Germinal Esgleas o su compañera Federica Montseny.
En la primavera de 1942, el Movimiento Libertario del exilio vivió una grave crisis al estallar las tensiones latentes desde el final de la guerra entre los «colaboracionistas», encabezados por Juan García Oliver y Aurelio Fernández, y los «apolíticos», que apoyaban al consejo nacional con sede en París que encabezaban Esgleas y Montseny. En la reunión que mantuvieron en México, los primeros presentaron un documento para su discusión titulado «Ponencia» pero salieron derrotados, por lo que decidieron formar su propia organización, una nueva CNT, que contó como órgano de prensa el periódico CNT, mientras que el portavoz de los «anticolaboracionistas» fue Solidaridad Obrera.

### El Partido Comunista de España y la Unión Democrática Española (UDE)
La invasión de la Unión Soviética por parte de la Alemania nazi, iniciada el 22 de junio de 1941, dio un vuelco a la línea política mantenida por la Komintern y por el PCE desde la firma del pacto germano-soviético en agosto de 1939. La Segunda Guerra Mundial dejó de ser considerada una «guerra imperialista» en la que el pueblo español no debía intervenir (conforme a la doctrina emanada del Pacto Mólotov-Ribbentrop) para convertirse, desde junio de 1941, en una guerra de agresión de los nazis para «liquidar, uno a uno, a todos los países libres», entre los que los comunistas incluían a la Unión Soviética, «para conseguir sus anhelos de hegemonía en el mundo», tal como se explicaba en un artículo publicado en Nuestra Bandera que llevaba el significativo título de «Hagamos de toda España un gran frente contra Franco y contra Hitler». En consecuencia, el PCE propuso el 1 de agosto de 1941 la formación de una «Unión Nacional de todos los españoles contra Franco, los invasores italo-germanos y los traidores» que aglutinaría a todos los españoles sin distinciones, por lo que el llamamiento no sólo iba dirigido a la izquierda, excluidos los que «han procedido siempre como agentes descarados fascistas» (en referencia a los «casadistas»), sino también a los militares monárquicos y a todos los elementos conservadores que quisieran apartarse de la política franquista.

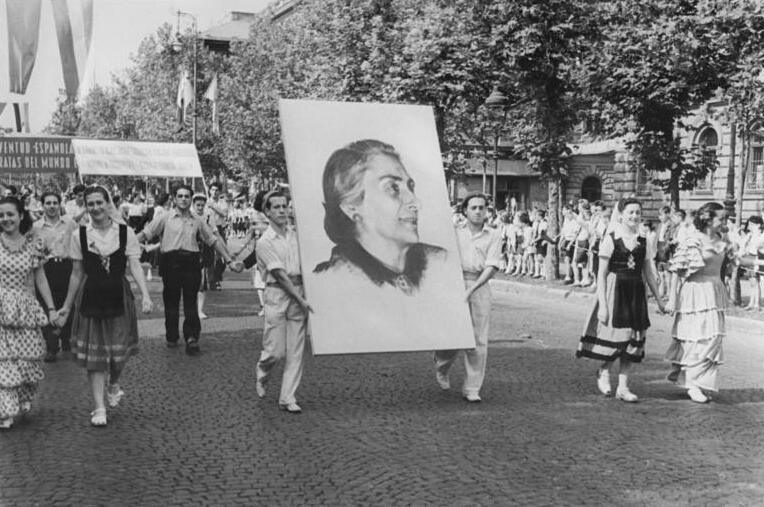
Dolores Ibárruri, La Pasionaria, Secretaria General del PCE tras la muerte de José Díaz en 1942.

El primer fruto de esta nueva doctrina fue la Unión Democrática Española (UDE), constituida en México en febrero de 1942 e integrada por el PCE y los sectores «negrinistas» del PSOE y la UGT, de Izquierda Republicana (IR) y la Unión Republicana (UR) —agrupados en la Unidad Republicana Española—, el Partido Republicano Federal (PRF) y la Unió de Rabassaires. Por su parte, los comunistas catalanes del PSUC formaron en mayo su propia UDE con el nombre de Aliança Nacional de Catalunya (ANC), en la que participaron los libertarios Juan García Oliver y Aurelio Fernández Sánchez —mientras que el Movimiento Libertario no participó en la UDE— y Josep Calvet, secretario general de la Unió de Rabassaires. La ANC acordó reconocer al presidente de la Generalidad en el exilio, Josep Irla, como la más alta autoridad constitucional catalana.
Sin embargo, en septiembre de 1942 el PCE dio un nuevo giro a su política al hacer público un manifiesto, que fue difundido por Radio España Independiente (que el año anterior había iniciado sus emisiones desde la URSS), en el que ya no se mencionaba ni el gobierno de Negrín ni la Constitución de 1931 y, en su lugar, se proponía la celebración de «elecciones democráticas» para constituir una «asamblea constituyente que elabore la carta constitucional que garantice la libertad, la independencia y la prosperidad de España». Según Harmurt Heine, este nuevo viraje respondía a la política de Iósif Stalin de considerar a la península ibérica «como parte indiscutible de la esfera de influencia de Occidente o, mejor dicho, de Gran Bretaña». Juan Negrín respondió a este mensaje rompiendo con los comunistas, lo mismo que con los republicanos refugiados en Gran Bretaña. Así, en febrero de 1943 la UDE se disolvió. Sin embargo, los socialistas y los republicanos «negrinistas», a diferencia del propio Negrín, no rompieron completamente sus vínculos con el PCE.

### El gobierno de Euskadi y la Generalidad de Cataluña

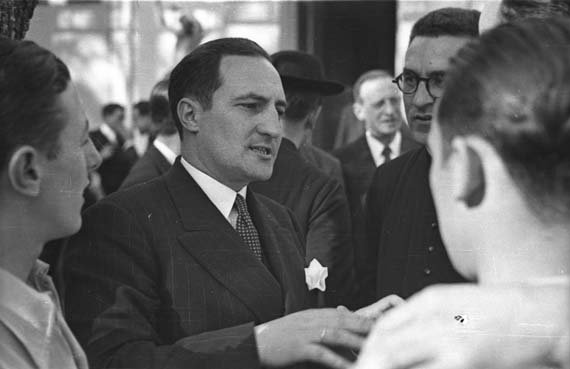
El lehendakari José Antonio Aguirre en el exilio francés (abril de 1939)

El gobierno de Euskadi siguió actuando en el exilio francés, pero la invasión alemana obligó al lehendakari José Antonio Aguirre a esconderse durante más de un año en Bélgica y en Berlín, hasta que consiguió un pasaporte que le permitió abandonar Alemania. Mientras tanto, Manuel de Irujo, refugiado en Londres, fue quien asumió el liderazgo del nacionalismo vasco, y el 11 de julio de 1940 creó el Consejo Nacional de Euzkadi (CNE), que adoptó un programa claramente independentista, rechazando el Estatuto de Autonomía del País Vasco de 1936 aprobado por las Cortes republicanas. El gobierno británico no apoyó el proyecto independentista de Irujo porque ponía en riesgo su política de «apaciguamiento» respecto a Franco, y para sabotearlo puso en marcha una campaña de difamación contra él. En cuanto José Antonio Aguirre reapareció —consiguió llegar a Argentina a finales de 1941—, retomó la dirección del nacionalismo vasco y desautorizó el proyecto independentista de Irujo, aunque mantuvo como condición ineludible para la participación del PNV en cualquier organismo de la oposición antifranquista el reconocimiento del derecho de autodeterminación para Euskadi.
En cuanto al gobierno catalán, el presidente de la Generalidad Lluís Companys fracasó en su intento de formar uno nuevo en el exilio, así que optó por nombrar un Consell Nacional de Catalunya integrado por personalidades relevantes de la vida pública y bajo la presidencia de Pompeu Fabra. Tras la capitulación de Francia ante los alemanes, Companys fue detenido por la Gestapo y entregado a las autoridades franquistas. Fue sometido a un consejo de guerra sumarísimo que lo condenó a muerte: fue fusilado en el castillo de Montjuic el 15 de octubre de 1940. La presidencia de la Generalidad la asumió entonces el vicepresidente segundo del Parlamento de Cataluña, Josep Irla.

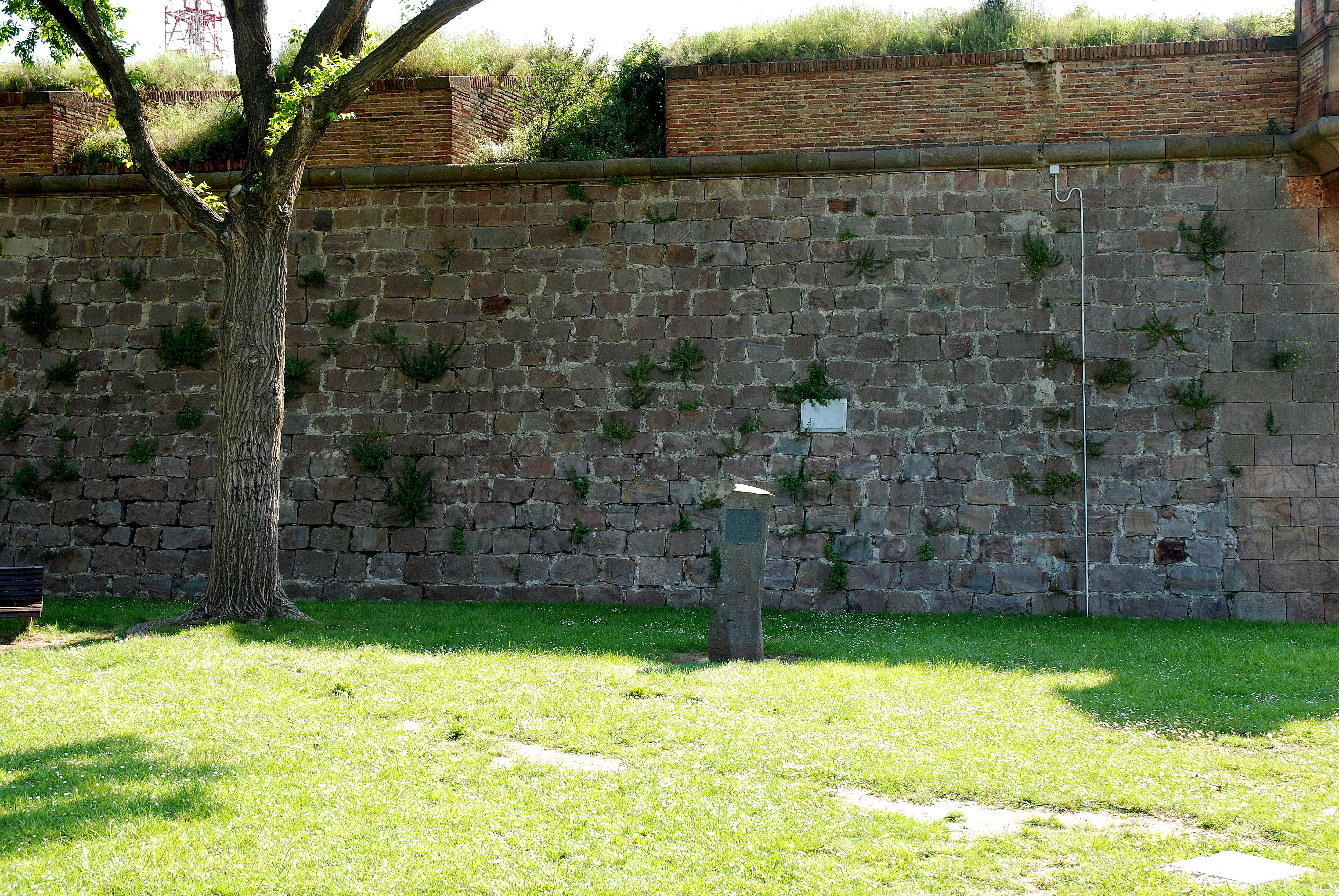
Paredón del castillo de Montjuic donde fue fusilado el president Lluís Companys el 15 de octubre de 1940.

Un mes y medio antes de la ejecución de Companys, se había constituido en Londres otro Consell Nacional de Catalunya (CNC), presidido por Carles Pi i Sunyer, que, al igual que el Consejo Nacional de Euzkadi, reivindicó la independencia de Cataluña, integrada en una confederación ibérica formada por cinco o seis estados soberanos, y rechazó, por tanto, el Estatuto de Autonomía de Cataluña de 1932 y la Constitución republicana del que emanaba. El CNC fue reconocido como máxima autoridad política catalana en el exilio por las Comunidades Catalanas que se formaron en diversos países latinoamericanos, de las cuales la principal era la Comunitat Catalana de México, que también apoyaron su propuesta independentista. También fue reconocido por el Front Nacional de Catalunya que, fundado a finales de 1939, era la única organización nacionalista catalana que desarrollaba una actividad clandestina en el interior.
Sin embargo, la unidad del nacionalismo catalán duró poco tiempo. En cuanto Esquerra Republicana de Catalunya (ERC) y Acció Catalana Republicana (ACR) se reorganizaron en el exilio, volvieron a defender la vigencia del Estatuto de 1932. El conflicto estalló cuando en el otoño de 1942 llegó a México Miquel Santaló con el mandato del president Josep Irla de constituir una delegación de la Generalidad con el rango de gobierno catalán en el exilio, lo que chocaba frontalmente con el CNC, que desde su fundación se había presentado como gobierno de facto de Cataluña. Así, ninguno de sus miembros se integró en la delegación de la Generalidad de Cataluña.

## Renacimiento y búsqueda de la unidad (1943-1950)

### La formación de la Junta Española de Liberación

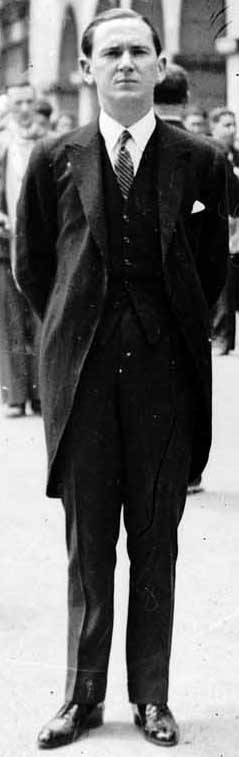
Telesforo Monzón (PNV) en 1934

Diego Martínez Barrio, presidente Unión Republicana y de la ARE, tomó la iniciativa para intentar lograr la unidad de todas las fuerzas antifranquistas del exilio y, por medio de Josep Andreu Abelló, le hizo llegar a los socialistas partidarios de Indalecio Prieto la propuesta de formar una junta que integrase a todas las personalidades de la oposición republicana. 
Los socialistas aliados a Prieto aceptaron, y el 11 de noviembre de 1943 se reunieron, en el domicilio de Abelló en la Ciudad de México, Prieto y Albar, por los socialistas; Martínez Barrio y Gordón Ordás, por Unión Republicana; Carlos Esplá y Pedro Vargas Guerendiain, por Izquierda Republicana; Andreu Abelló, por Esquerra Republicana de Catalunya; Pere Bosch Gimpera, por Acció Catalana Republicana, y Telesforo Monzón y Julio de Jáuregui, por el PNV —estos últimos se acabaron retirando de las conversaciones, porque no se reconoció el derecho de autodeterminación del «pueblo vasco»—.
Los debates se centraron en las propuestas contradictorias de Martínez Barrio y de Prieto, pues mientras el primero defendía que el objetivo de la junta debía ser el restablecimiento de la República, el segundo abogaba por la celebración de un referéndum que decidiera la forma de gobierno y atraerse así a los monárquicos que no apoyaban a Franco. Finalmente, se llegó a una posición intermedia entre las dos alternativas, lo que permitió el nacimiento de la Junta Española de Liberación (JEL), proclamada el 20 de noviembre de 1943 y presidida por Martínez Barrio. Constituía «la primera alianza relativamente amplia de las fuerzas republicanas en el exilio» desde el final de la guerra civil, y actuó ante los aliados de la Segunda Guerra Mundial como si fuera un gobierno provisional. Pero la JEL no aglutinaba a todas las fuerzas antifranquistas, ya que habían quedado fuera de ella dos grupos importantes: el PCE y los socialistas y republicanos «negrinistas».

### El PCE y la Invasión del Valle de Arán
El PCE y los anarquistas buscaban forzar la situación en el interior de España, y no atendieron las gestiones de Martínez Barrio, considerando posible la caída de Franco después de que sus mayores aliados (la Alemania nazi y la Italia fascista) aparecían ya a mediados de 1944 como los futuros vencidos en la guerra, especialmente cuando las tropas alemanas abandonaban rápidamente suelo francés tras la Batalla de Normandía, y el régimen franquista debía acomodarse al gobierno de la Francia Libre con quien compartía la frontera pirenaica. 
En cambio, los comunistas y sus aliados acusaban que la mayor parte de los republicanos se definían por una política de "atentismo" (galicismo derivado de attentisme, que significa inclinación a esperar), lo cual implicaba esperar la "caída espontánea" de Franco sin realizar actos de gran envergadura para conseguirlo, considerando que el derrumbe del franquismo se veía inevitable tras las derrotas de Mussolini y Hitler. 
Especialmente el PCE contaba con un contingente armado respetable, basado en antiguos guerrilleros españoles que habían luchado dentro de la Resistencia Francesa; el PCE también había patrocinado la Unión Nacional Española desde noviembre de 1942 como "frente antifranquista" bajo la dirección de comunistas españoles, pero otros partidos republicanos no se unieron a la misma. Sin desanimarse, en el verano de 1944 la jefatura del PCE, dirigida por Jesús Monzón, planificó que el maquis formado por el PCE durante la lucha en Francia penetrase en suelo español para iniciar un "levantamiento revolucionario armado" de gran alcance contra el franquismo, partiendo de sus bases al norte de los Pirineos. Este plan se denominó "Operación Reconquista de España".
La Operación "Reconquista de España" empezó el 19 de octubre de 1944 con la entrada de 4000 guerrilleros españoles al Valle de Arán, en el extremo noroeste de Cataluña, pero el ataque fue repelido por fuerzas gubernamentales varios días de combates, sin que estallase el "levantamiento revolucionario" esperado, y las columnas del maquis del PCE debieron retornar a Francia. La jefatura más ortodoxa del PCE, liderada por Santiago Carrillo, destituyó a Monzón por este fracaso y mantuvo sólo algunos reductos de maquis antifranquista operando en España, considerando que era un grave error promover una revuelta armada a gran escala cuando la dictadura franquista aún era potente. El firme rechazo de la URSS a apoyar guerrillas comunistas en suelo español -para no incomodar a Gran Bretaña ni a Francia- obligó al PCE a abandonar paulatinamente la lucha en el maquis, cesando todo su apoyo a ésta en 1948.

### La primera reunión de las Cortes republicanas en el exilio y la conferencia de las Naciones Unidas en San Francisco (enero-junio de 1945)

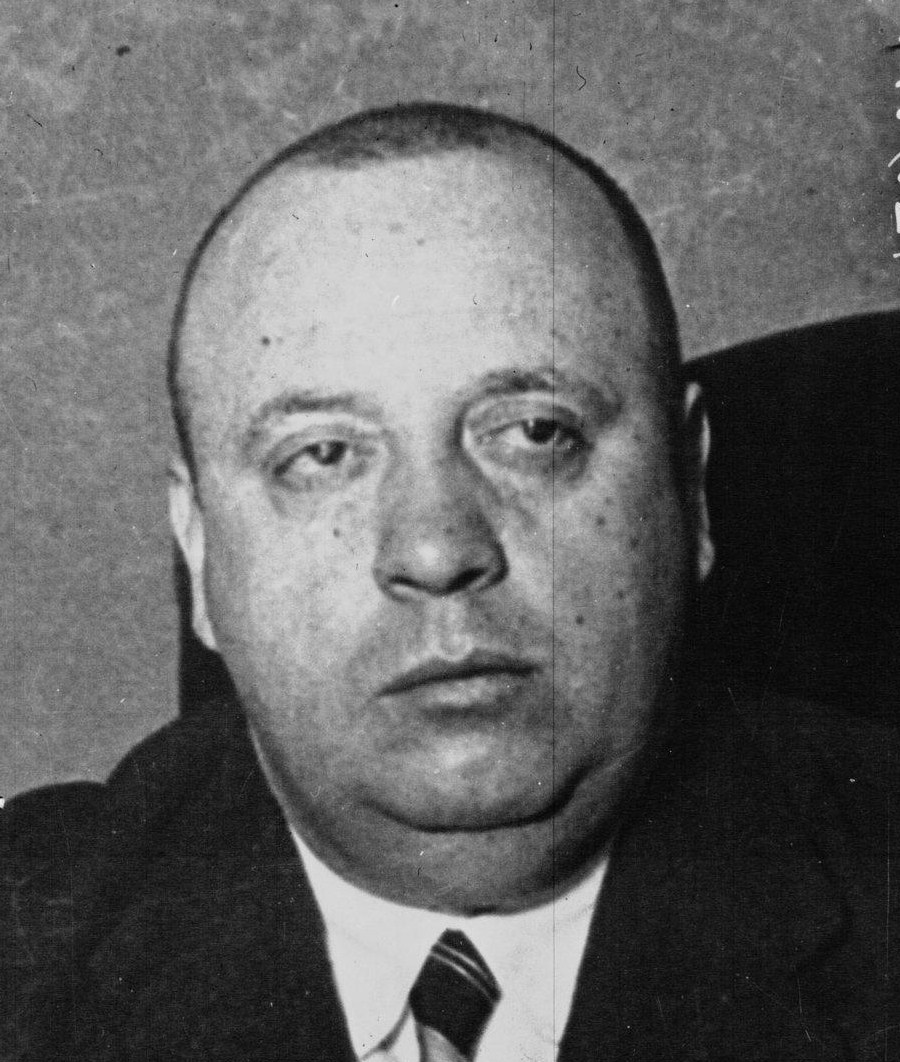
Indalecio Prieto, que consiguió impedir que las Cortes republicanas aprobaran la formación de un Consejo Nacional de la República, que hiciera las veces de gobierno en el exilio.

A principios de noviembre de 1944 corrió la noticia por la Ciudad de México de que Juan Negrín —que seguía considerándose el presidente de iure del gobierno republicano en el exilio— se disponía a viajar a la capital mexicana desde Londres, lo que provocó que Martínez Barrio reuniera urgentemente el 10 de noviembre a la Diputación Permanente, para comunicarles a sus miembros que iba a convocar a las Cortes republicanas con el objetivo de crear rápidamente un gobierno o un organismo que ejerciera sus funciones. 
Sin embargo, los socialistas «prietistas» se opusieron aduciendo que la iniciativa era «prematura», aunque en realidad el motivo principal era que Indalecio Prieto mantenía su proyecto de alcanzar un acuerdo con los monárquicos opuestos a Franco, para lo cual quería trasladarse a Francia en cuanto la situación bélica lo permitiera, además de que a la reunión de las Cortes asistirían Negrín junto con los socialistas y republicanos que le apoyaban, así como el pequeño grupo de socialistas «caballeristas», encabezados por Ángel Galarza Gago, que también respaldaban a Negrín.
Pero en una nueva reunión de la Diputación Permanente, celebrada el 15 de noviembre,los socialistas partidarios de Prieto sí aceptaron la propuesta de que la sesión de las Cortes se celebrara el 10 de enero de 1945 para constituir un Consejo Nacional de la República española, a condición de que en él estuvieran Prieto y Fernando de los Ríos, en representación de los socialistas, Álvaro de Albornoz y José Giral, por los republicanos, y Lluís Nicolau d'Olwer, por los nacionalistas catalanes y vascos, además de los presidentes José Antonio Aguirre y Josep Irla. Por su parte, el PCE dio un nuevo viraje y abandonó su política de «unión nacional» —que implicaba rechazar la Segunda República— manifestando que sus diputados acudirían a la reunión de las Cortes en la que darían su apoyo a Negrín y que se abstendrían de votar si este no asistía. El PNV también comunicó que sus diputados asistirían, lo que provocó la dimisión de Manuel de Irujo como portavoz de la minoría vasca, al estar en desacuerdo con la decisión.
El 1 de diciembre de 1944 Martínez Barrio viajó a Washington para intentar conseguir el apoyo del Departamento de Estado de EE. UU. a su iniciativa, y allí anunció que se iba a formar un gobierno provisional de la República española, que se instalaría en España en cuanto cayera el régimen franquista, tras la previsible derrota de Alemania. Ante el anuncio hecho por Martínez Barrio, Juan Negrín escribió desde Londres, donde se encontraba exiliado desde el final de la guerra civil, que él era todavía el presidente del gobierno de la República y que no se podía tomar decisión alguna sin que él estuviera presente.
La reunión de los diputados republicanos en México tuvo lugar el 10 de enero de 1945. Estuvieron presentes 72, de los 205 que vivían en el exilio (104 aún residían en España y 88 habían muerto en la guerra, 60 ejecutados por el bando sublevado y 28 por el bando republicano). Fue la primera reunión de las cortes de la República en el exilio, y se celebró en el Club Francés de la capital mexicana, y se rindió allí un homenaje a los 127 diputados que habían muerto en la guerra o a consecuencia de ella. Como sólo asistieron 72 diputados —aunque otros 49 se adhirieron por escrito—, los socialistas «prietistas» arguyeron que no existía el quórum suficiente para dar validez a la reunión, por lo que en la segunda sesión, prevista para el 17 de enero, no se podría aprobar la formación del Consejo Nacional de la República española. 
Los socialistas de la facción «prietista» añadieron que boicotearían las sesiones de las Cortes si en ellas participaban los diputados comunistas y aquellos «que, habiendo obtenido su acta de legislador en nombre de nuestro Partido, no se mantuvieran dentro de la disciplina de éste», aludiendo directamente a los socialistas «negrinistas» y a los «caballeristas», que por su parte habían pedido no realizar una nueva sesión de las Cortes hasta que no llegase Juan Negrín a México. En consecuencia, la proyectada "sesión de las Cortes" del día 17 de enero quedó aplazada sine die en medio de la división entre socialistas y comunistas.

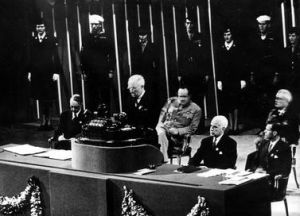
El presidente estadounidense Harry Truman se dirige a los participantes en la Conferencia de San Francisco, de la que el régimen franquista fue excluido, y a la que sí asistieron como invitados destacados políticos republicanos.

Así pues, cuando se celebró la Conferencia de Yalta, entre el 4 y el 11 de febrero de 1945, no existía entidad alguna parecida a un "gobierno provisional republicano". En la reunión de Yalta, los "Tres Grandes" (Unión Soviética, Estados Unidos y Gran Bretaña) acordaron «que todos los países liberados y los que actuaron en la órbita del nazismo elijan libremente a sus gobiernos por medio de elecciones libres», lo que suponía en la práctica una amenaza directa para la supervivencia del régimen franquista tras una derrota alemana. 
Tras conocerse el acuerdo de Yalta, la Junta Española de Liberación hizo público el 14 de febrero un manifiesto en el que pedía que los aliados «quitaran de en medio el obstáculo de la dictadura franquista», para que España pudiera integrarse en las Naciones Unidas. De hecho, el 10 de marzo de 1945 el presidente Roosevelt informó a su embajador en Madrid, Norman Armour, que «nuestra victoria frente a Alemania conllevará el exterminio del nazismo e ideologías afines», por lo que «no hay lugar en las Naciones Unidas para un gobierno fundado en los principios del fascismo». Inmediatamente, Armour comunicó al ministro de Asuntos Exteriores español el contenido de la carta de Roosevelt.
En concordancia con lo pactado en Yalta, el régimen franquista quedó excluido de la Conferencia de San Francisco que daría nacimiento a la ONU, y a la que sí fueron invitados como observadores políticos republicanos del exilio. Asistieron Juan Negrín, Julio Álvarez del Vayo, último ministro de Asuntos Exteriores de la República, el lehendakari José Antonio Aguirre, así como nacionalistas catalanes que, en nombre del Consell Nacional de Catalunya y de las Comunitats Catalanes, entregaron a los delegados de las grandes potencias un memorándum sobre el «caso de Cataluña». También asistieron, en representación de la Junta Española de Liberación, Indalecio Prieto, Félix Gordón Ordás, Antoni Maria Sbert y Álvaro de Albornoz. El 19 de junio la Conferencia aprobó una resolución propuesta por el delegado de México y apoyada por los delegados francés y estadounidense, en la que se condenó a todos los regímenes que habían surgido gracias al apoyo de la Alemania nazi y de la Italia fascista, en obvia referencia a la dictadura franquista.

### La reunión de las Cortes republicanas de agosto de 1945 y la formación del gobierno de José Giral

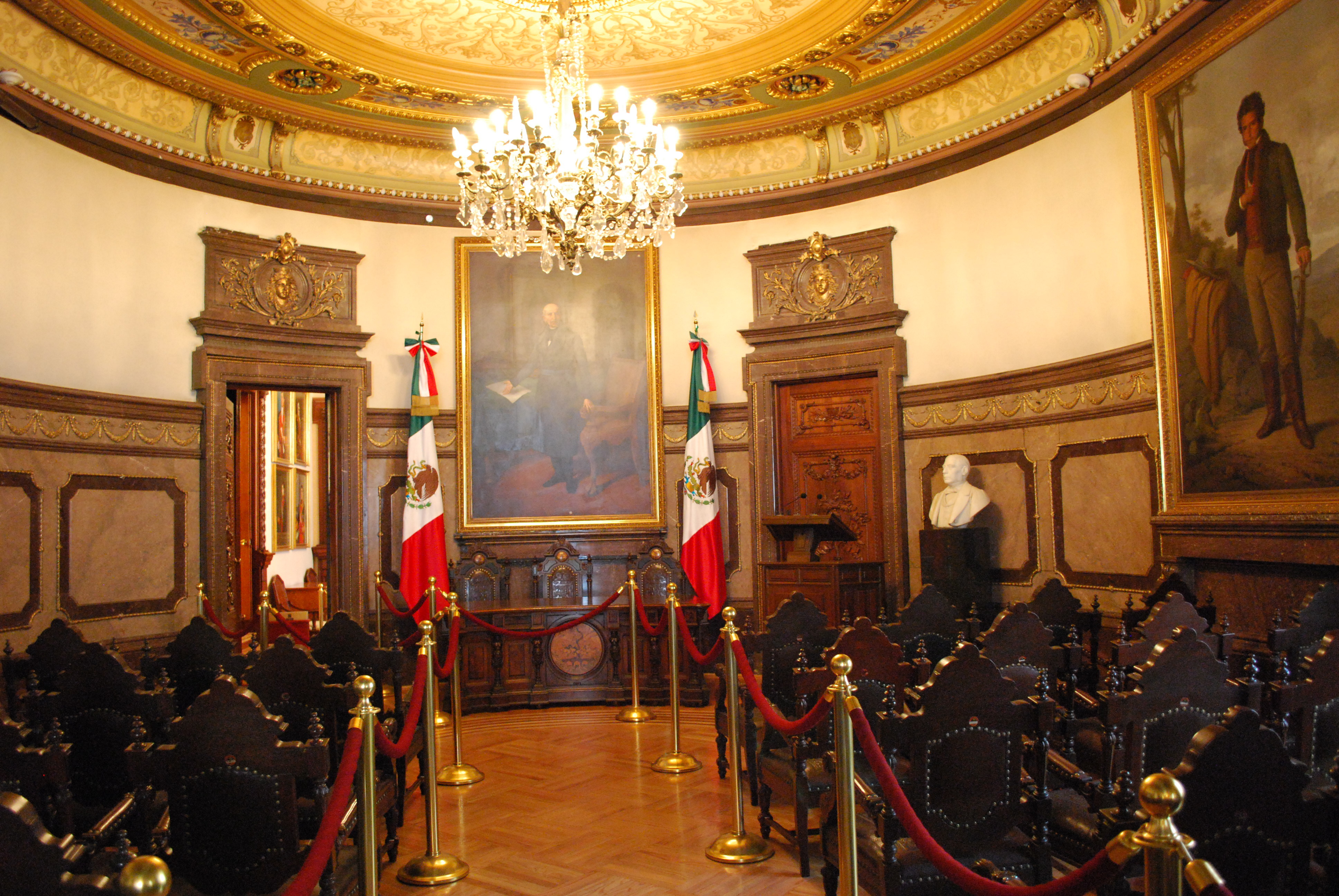
Sala de Cabildos del antiguo ayuntamiento de la Ciudad de México, donde se reunieron las Cortes republicanas el 17 de agosto de 1945.

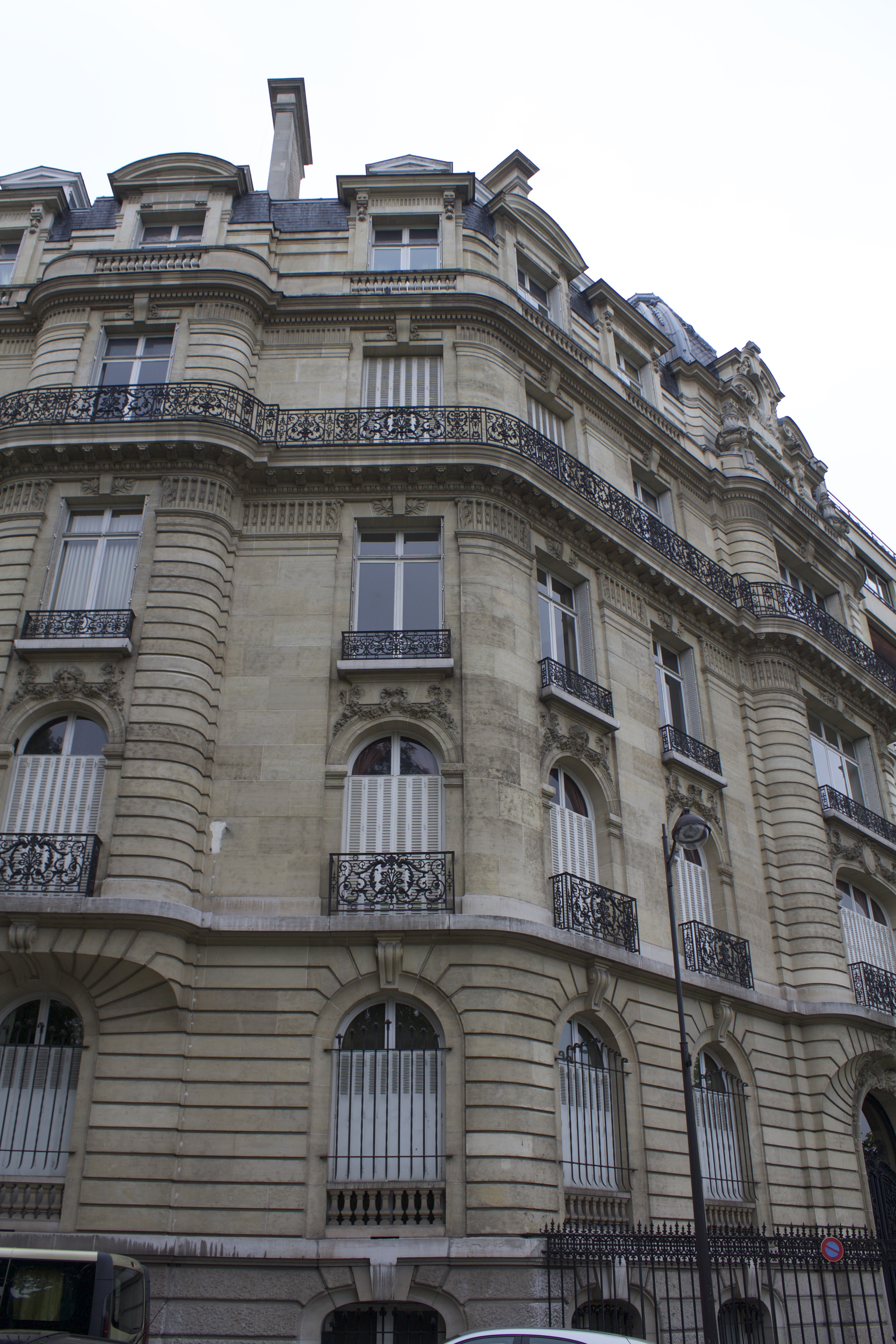
Número 35 de la Avenida Foch de París, sede de la Presidencia y del Gobierno de la República en el exilio desde febrero de 1946.

Las Cortes exiliadas se reunieron de nuevo el 17 de agosto de 1945 en la Sala de Cabildos del Zócalo de la Ciudad de México, una fecha cuando ya la Segunda Guerra Mundial había terminado en Europa. En la reunión se procedió a la promesa de Diego Martínez Barrio como Presidente interino y, en sus reuniones del 7 al 9 de noviembre de 1945 en la Ciudad de México, a dar su voto de confianza al nuevo gobierno de la República presidido por José Giral.
Giral reunió un gran conjunto de fuerzas políticas desde el PCE con Santiago Carrillo hasta Castelao (galleguista) y Rafael Sánchez-Guerra (republicano conservador). No obstante, la unidad republicana no existía en los hechos: una importante corriente socialista, la de Indalecio Prieto, buscaba contactos con los monárquicos de José María Gil-Robles para derrocar a Franco con apoyo de los aliados occidentales ya vencedores. Lo mismo hacía un grupo de la CNT, que no se adhería al gobierno de Giral alegando que la forma de Estado podría decidirse en un referéndum no necesariamente próximo, pues el principal objetivo era expulsar del poder al régimen de Franco antes que calcular combinaciones gubernamentales a futuro.

### El gobierno Llopis y los contactos con los monárquicos
El Gobierno de Rodolfo Llopis (febrero de 1947) no prescindió del PCE, como hubiera querido Indalecio Prieto y su ala del PSOE, y resulta todo lo plural que se podía, estando representadas organizaciones de todo el arco parlamentario, desde el PNV vasco a la CNT. Una de sus decisiones es encargar a Trifón Gómez el inicio de contactos con el príncipe Juan de Borbón, que no tuvieron éxito. El PSOE abandonó el gobierno republicano en julio del mismo año y no retornaría a este, para intentar desvincularse de los comunistas (que por su parte están saliendo de todos los gobiernos de Europa Occidental, en plena Guerra Fría).
La entrevista entre Indalecio Prieto y José María Gil-Robles, patrocinada por Gran Bretaña en octubre de 1947, no consigue una aproximación clara entre izquierdas y derechas opuestas a Franco y causa problemas a los monárquicos próximos a la dictadura franquista, que aún esperaban contar con el apoyo de Gil-Robles para su causa. Contradictoriamente, el príncipe Juan de Borbón se reúne con Franco en el yate Azor para confiarle la educación de su hijo Juan Carlos de Borbón al mismo tiempo que permite la firma del Pacto de San Juan de Luz entre el PSOE y la Confederación de Fuerzas Monárquicas (ambos eventos ocurridos en agosto de 1948, con cinco días de diferencia), aunque Juan de Borbón rehusó reconocer acuerdo alguno con el PSOE y desautorizó a los monárquicos que lo habían acordado.
Al mismo tiempo que el pacto entre los monárquicos y el PSOE se hacía público, el PCE decidía (octubre de 1948) poner fin a las actividades del maquis, reconociendo que era inviable acabar con el régimen franquista mediante la lucha armada y optando por otra política más eficaz, aunque tampoco resolutiva, que vendrá en llamarse de reconciliación nacional, incluyendo la infiltración en los sindicatos verticales patrocinados por el franquismo. Todo ello mostraba que dos de las principales corrientes de exiliados (la del PCE y la del PSOE) actuarán definitivamente sin contar con la República en el exilio. Esta posición continuó a pesar de que el Pacto de San Juan de Luz, ratificado por el congreso del PSOE (Toulouse, 1951), nunca se hace efectivo.

### El problema del reconocimiento internacional
Pese a la escasa simpatía de los Estados Unidos por el régimen de Franco durante la administración Roosevelt, la negativa de la ONU en 1946 al ingreso de la España franquista en su seno no había generado, como consecuencia, el inmediato reconocimiento del gobierno republicano en el exilio como autoridad legítima y representante de España. La desunión entre los republicanos exiliados es ya bien conocida por los gobiernos aliados, así como la ausencia de un "gobierno republicano" realmente unificado; la ausencia de reconocimiento a la República tras establecerse la ONU enfría los ánimos de los republicanos exiliados.
México fue el primer país en reconocer como legítimo al gobierno en exilio de la II República española constituido como tal en agosto de 1945, y tal decisión fue mantenida por el Estado mexicano hasta 1977, cuando las relaciones diplomáticas entre México y España se restablecieron. Similar colaboración otorgó México a los exiliados españoles desde su acogida por el gobierno de Lázaro Cárdenas del Río en 1939, dándoles diversas facilidades para establecerse en suelo mexicano. No obstante, en la práctica, esta situación no alteró que ambos países mantuvieran diversas relaciones comerciales y culturales sin dificultad durante más de treinta años, pese a la ausencia de contacto diplomático.
Los países de Europa Oriental bajo influencia soviética (Polonia, Checoslovaquia, Hungría, Yugoslavia, Bulgaria, Rumania) se rehusaron a establecer relaciones diplomáticas con la España franquista pero sí reconocieron a la República española en el exilio tras la conclusión de la Segunda Guerra Mundial. Pese a ello, la Unión Soviética nunca emitió un reconocimiento oficial en favor del gobierno exiliado y cuando el PCE se apartó definitivamente del gobierno republicano, los países de Europa Oriental aliados a la URSS retiraron su reconocimiento a la República española en el exilio, justificando tal decisión en que la ONU tampoco la reconocía. 
Una excepción a esta política fue Yugoslavia, que tras la ruptura política con la Unión Soviética en 1948 reconoció a la II República española como único gobierno legítimo de España hasta 1977, aunque tal situación no generó mayores consecuencias debido a la escasa relación efectiva entre ambos países.

### El contexto favorable al franquismo
Con las primeras tensiones de la Guerra Fría (como el Bloqueo de Berlín), el aislamiento del régimen franquista empieza a ser descartado por Estados Unidos, quien en pleno auge de la Doctrina Truman está dispuesto a otorgar ayuda financiera y política a todo país que se oponga al comunismo soviético. En 1950, en plena guerra de Corea, el gobierno de Francisco Franco consigue el apoyo de los Estados Unidos para revocar la prohibición de establecer delegaciones diplomáticas y luego posteriormente ingresar en la ONU como país miembro (lo cual la España franquista consigue el 14 de diciembre de 1955). A partir de entonces, el gobierno republicano en el exilio pierde toda opción de ser siquiera tomado en cuenta —ya ni siquiera reconocido— por los Estados Unidos y por los países aliados de este en Europa Occidental y en otras partes del mundo.
Para entonces, el régimen franquista se ha posicionado como aliado de los EE. UU. en su anticomunismo, explotando la posición geográfica de España en el Mediterráneo y en el Atlántico, mientras el franquismo termina de suprimir los últimos vestigios exteriores de su antigua adhesión al fascismo. Este hecho consigue que el apoyo al franquismo como gobierno de facto de España genere una aceptación de jure de esta situación y los apoyos internacionales al franquismo se fortalecen hasta romper el aislamiento internacional de posguerra, en perjuicio del gobierno republicano en el exilio. Esto empieza notablemente, por el apoyo de la Santa Sede a España (mantenido desde 1939 y plasmado en el Concordato de 27 de agosto de 1953) y luego con los pactos de asistencia bélica celebrados entre España y Estados Unidos (el 26 de septiembre del mismo año), asegurados además con una visita oficial del presidente estadounidense Dwight D. Eisenhower a España en diciembre de 1959.

## Esperanzas frustradas (1950-1977)

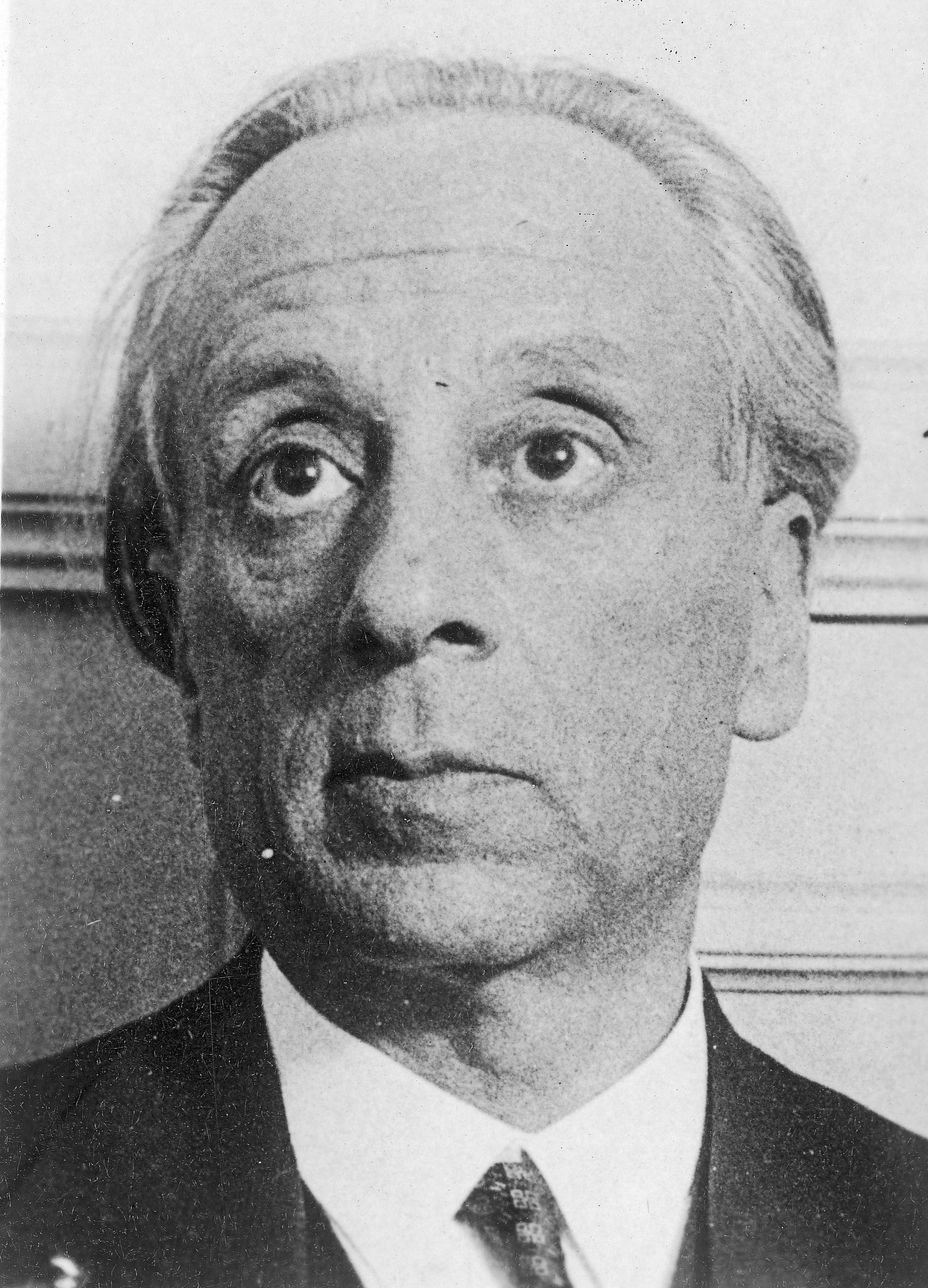
Álvaro de Albornoz fue presidente del Gobierno de la República en el exilio entre agosto de 1948 y julio de 1951. Renunció al cargo tras la revocación de la condena del régimen franquista acordada por la Asamblea General de las Naciones Unidas en noviembre de 1950.

El 4 de noviembre de 1950 la Asamblea General de la ONU derogaba la resolución de diciembre de 1946 en la que se condenaba al régimen franquista, iniciándose así el fin de su «ostracismo» internacional. A raíz de esta decisión el Gobierno de Álvaro de Albornoz presentó la dimisión pero el presidente de la República le ratificó su confianza. Sin embargo, Albornoz desde México, a donde se había marchado sin ánimo de regresar y dejando en Francia a su gobierno, le envió a Martínez Barrio una carta el 8 de julio de 1951 en la que le presentaba su renuncia irrevocable. Entonces el presidente de la República le encargó la formación de Gobierno a Félix Gordón Ordás, que estuvo integrado por miembros de su partido Unión Republicana (UR) y por Joan Puig i Ferreter de Esquerra Republicana y por Julio Just a título personal, porque su partido Izquierda Republicana (IR) se mostró en desacuerdo con la línea de «acción» que quería seguir Gordón Ordás. «¿Qué es eso de afirmar el principio de nuestro derecho y aceptar una solución transitoria? La República no puede transigir, no debe jamás transigir», decía un artículo publicado en Política, el órgano de IR.
Ante la entrada de la España franquista en la ONU en 1955 —el ingreso en la UNESCO tres años antes ya había provocado las protestas de los republicanos: «Ingresó en la UNESCO, el régimen nacido al grito de ¡Muera la Inteligencia! Han destruido el alma europea»; se ha cometido «una cobarde traición al pueblo esclavizado de España... y una injuria a los altos ideales de libertad»—, los partidos republicanos UR, IR y PRF, junto con el PSOE, el POUM, la CNT, ERC y PNV hicieron público un manifiesto desde el exilio en el que se comprometían a:

derribar a Franco por todos los procedimientos a nuestro alcance y sustituirlo por un Gobierno provisional de carácter nacional, sin signo institucional definido, que otorgue una amplia amnistía, restaure las libertades públicas y convoque elecciones para que el pueblo español, con pleno derecho y absolutas garantías, opte por el régimen de su preferencia.

También como respuesta a «la entrada de Franco en la ONU» Gordón Ordás formó un nuevo gobierno, integrado exclusivamente por personas vinculadas a UR o sin partido, y que se mantuvo hasta 1959. Durante este segundo mandato Gordón Ordás mantuvo contactos con «las agrupaciones políticas clandestinas del interior», consciente de que «la España de mañana ha de ser para los jóvenes y no para nosotros», lo que acabaría provocando la crisis de su gobierno. Para las nuevas generaciones antifranquistas la cuestión de la forma de gobierno se había convertido en tangencial, porque lo fundamental para ellas era traer la democracia a España.
En febrero de 1959 las conversaciones mantenidas durante varios años por UR y IR para fusionarse, en las que también participó inicialmente el Partido Republicano Federal, llegaron a buen término y así nació Acción Republicana Democrática, que en su congreso fundacional celebrado en París en junio de 1960 se acordó añadir el término Española por lo que su nombre definitivo sería Acción Republicana Democrática Española (ARDE). En el «Manifiesto Fundacional» hecho público en julio de 1959 ARDE asumía «la tradición del republicanismo liberal español, movimiento ideológico que no ha estado exento en el curso de su historia de deficiencias y fallas circunstanciales, pero que desde mediados del siglo XIX ha sido el exponente del más encendido fervor patriótico en pro de la regeneración de nuestro país». «No tenemos inconveniente en aceptar como procedimiento correcto para salir de la situación actual sin violencias, el recurso a una consulta electoral, presidido por un gobierno provisional», se decía también en el «Manifiesto Fundacional» (no se exigía, por tanto, que el gobierno provisional fuera necesariamente republicano). Más de la mitad de los 141 firmantes del Manifiesto residían en México (52) o en Francia (30). Sólo seis eran del «interior». En su inmensa mayoría pertenecían a las clases medias. Su órgano de expresión fue la revista República editada en París.

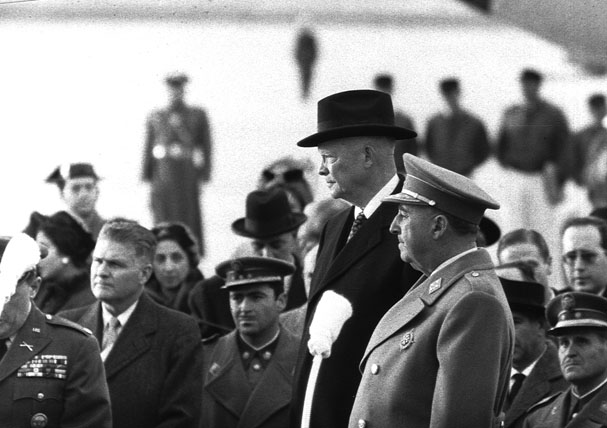
La visita del presidente estadounidense Eisenhower a España en 1959, considerada como el símbolo del fin del aislamiento internacional del régimen franquista, indignó a los republicanos. El gobierno republicano en el exilio presidido por Félix Gordón Ordás dimitió, siendo sustituido por uno encabezado por el general republicano Emilio Herrera.

La visita del presidente estadounidense Eisenhower a España en 1959 indignó a los republicanos que se sintieron traicionados por el líder del «mundo libre». El gobierno de Gordón Ordás dimitió y le sustituyó otro presidido por el general Emilio Herrera. Pero este gobierno duró muy pocos meses porque el 1 de enero de 1962 moría el Presidente de la República Martínez Barrio, siendo sustituido de forma interina por Luis Jiménez de Asúa, presidente de las Cortes en funciones. Asúa residía en Buenos Aires y encargó la formación de gobierno a otro exiliado en la capital argentina, Claudio Sánchez Albornoz. Sánchez Albornoz se trasladó a París y allí no tuvo otra opción que constituir su gobierno contando con «los de siempre» (Fernando Valera, José Maldonado, Julio Just, Félix Gordón Ordás y el general Herrera). Una prueba de la irrelevancia política del Gobierno de la República en el exilio fue que Sánchez Albornoz no fue invitado a la reunión que mantuvieron en Múnich en junio de 1962 representantes de la oposición antifranquista del exilio y del interior (y que la prensa española, totalmente controlada por el régimen, llamó «el contubernio de Munich»). Pero sí que participaron miembros del gobierno de Sánchez Albornoz en su calidad de integrantes de ARDE, el único partido que lo sustentaba.

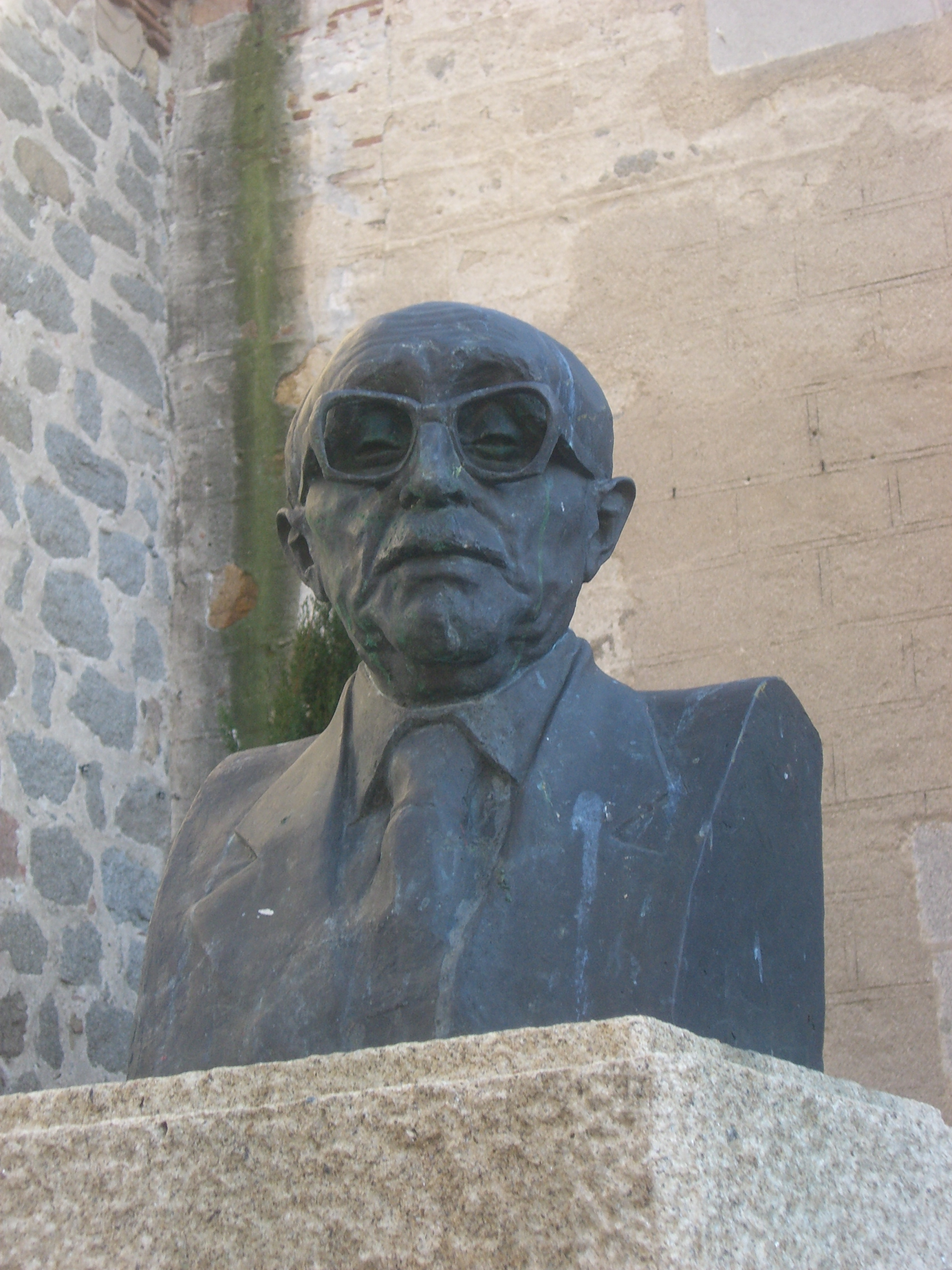
Busto del monumento levantado en Ávila a Claudio Sánchez Albornoz, presidente del Gobierno de la República en el exilio entre enero de 1962 y febrero de 1971.

Con motivo del referéndum franquista de 1966 el núcleo mexicano de ARDE hizo pública una proclama denunciando al «totalitario» régimen franquista. Esta acababa diciendo:

Los españoles republicanos como liberales auténticos y responsables del futuro histórico de la patria, solo podemos acoger esta actitud del franquismo con temor respecto a un porvenir que nos parece cada vez más sombrío y peligroso y con repugnancia por constituir, además de un anacronismo en los tiempos que vivimos, una nueva afrenta para la dignidad ciudadana.

Cuando en 1968 se produjo la invasión de Checoslovaquia por los tanques soviéticos que puso fin a la primavera de Praga, la revista España Republicana editada en Buenos Aires —«la cabecera regular más activa que quedaba del republicanismo histórico»— equiparó el «totalitarismo» de Franco con el de «los discípulos de Stalin»:

Todos los totalitarismos son idénticos y alérgicos a las libertades. No cambian tan fácilmente de piel. De igual forma, la dictadura franquista por mucho que se disfrace sigue fiel a sus principios. A los primeros intentos de ejercer los derechos humanos, Franco —como los discípulos de Stalin— los estrangula. Nada es más parecido que lo aparentemente contrario. Por eso en Praga y en Madrid son tan ásperos, dolorosos y heroicos los caminos hacia la libertad.

En noviembre de 1970 falleció Jiménez de Asúa siendo sustituido en la Presidencia de la República por José Maldonado. Este le reiteró su confianza a Sánchez Albornoz, pero al no conseguir formar un gobierno más representativo dimitió en febrero de 1971. Maldonado encargó entonces la formación de gobierno a Fernando Valera que constituyó uno muy reducido integrado como los anteriores por republicanos de ARDE más un independiente, Antonio Alonso Baños.
El 31 de mayo de 1971 se reunió en París la Junta Permanente del Estado de la República Española. Estuvieron presentes el presidente de la República, José Maldonado; el de las Cortes republicanas, Joan Casanelles; el del Gobierno, Fernando Valera; los expresidentes del Gobierno Rodolfo Llopis, Félix Gordón Ordás, Claudio Sánchez Albornoz y Julio Just; el presidente de la Generalidad de Cataluña, Josep Tarradellas, y el del Gobierno Vasco, Jesús María de Leizaola. Todos ellos reiteraron su compromiso con las instituciones republicanas como última expresión de la voluntad popular y declararon ilegales, por vicio de origen del régimen franquista, la Ley Orgánica del Estado y la Ley de Sucesión en la Jefatura del Estado por lo que el príncipe Juan Carlos, nombrado en julio de 1969 por el Generalísimo Franco para sucederle «a título de rey», carecía de toda legitimidad.

## Disolución
Tras un largo periodo de escasa relevancia en la década de 1970, la República en el exilio se pronuncia después de las elecciones del 15 de junio de 1977 tras casi 38 años de permanencia fuera de España. Poco después de estas elecciones, el último presidente de la República en el exilio, José Maldonado, junto con Fernando Valera Aparicio, el último presidente del Consejo de Ministros, emiten una Declaración de la Presidencia y del Gobierno de la República española en el exilio el 21 de junio de 1977, en París.
En dicho texto, los líderes de la República en el exilio reafirman la legalidad institucional emanada de la Constitución de 1931 y la validez de los procesos electorales de 1931, 1933 y 1936, mantenida durante el exilio, «con el especial designio de devolverle al pueblo el libre ejercicio de los derechos cívicos». Elogian que las urnas —pese a tener su origen en la legalidad franquista— marquen «un nuevo proceso que crea una nueva legitimidad democrática», al tiempo que señalan la no participación de los partidos republicanos en las elecciones y la «no correspondencia equitativa» entre el número de votos y escaños asignados.
Los líderes de la República en el exilio acaban manifestando que: 

Las Instituciones de la República en el exilio ponen así término a la misión histórica que se habían impuesto. Y quienes las han mantenido hasta hoy, se sienten satisfechos porque tienen la convicción de haber cumplido con su deber.

Con ello, el gobierno republicano en el exilio se disuelve oficialmente junto con todas sus instituciones, sin reconocer expresamente a la monarquía instaurada en 1975 pero aceptando implícitamente la validez y legitimidad de las elecciones de 1977 y explícitamente la democracia surgida de ellas.

## Gobiernos en el exilio

### Presidentes de la República en el exilio
| Presidente de la República              | Mandato   | Partido                           |
| Diego Martínez Barrio Interino          | 1939-1940 | Unión Republicana                 |
| Álvaro de Albornoz y Liminiana Interino | 1940-1945 | Independiente                     |
| Diego Martínez Barrio                   | 1945-1962 | Unión Republicana                 |
| Luis Jiménez de Asúa                    | 1962-1970 | Partido Socialista Obrero Español |
| José Maldonado González                 | 1970-1977 | Izquierda Republicana             |

### Presidentes del Consejo de Ministros en el exilio
| Presidente del Consejo de Ministros | Mandato   | Partido                                 |
| Juan Negrín López                   | 1939-1945 | Partido Socialista Obrero Español       |
| José Giral Pereira                  | 1945-1947 | Izquierda Republicana                   |
| Rodolfo Llopis Ferrándiz            | 1947      | Partido Socialista Obrero Español       |
| Álvaro de Albornoz y Liminiana      | 1947-1951 | Izquierda Republicana                   |
| Félix Gordón Ordás                  | 1951-1960 | Izquierda Republicana                   |
| Emilio Herrera Linares              | 1960-1962 | Acción Republicana Democrática Española |
| Claudio Sánchez Albornoz            | 1962-1971 | Acción Republicana Democrática Española |
| Fernando Valera Aparicio            | 1971-1977 | Acción Republicana Democrática Española |